# Іван Захарко
Захарко Іван (1851, Львів — 25 жовтня 1919, Чернівці) — український актор, режисер та видавець.

## Біографія
У Львові здобув професію поліграфіста. У 80-90-х роках 19 століття виступав в українсько-польській трупі О. Бачинського, польських театрах у Кракові.
1900 року у Чернівцях заснував драматичний гурток українських ремісників «Зоря». 1905 року у Чернівцях створив драмгурток «Руський селянський театр», був його керівником і режисером. В театрі ставили твори українських авторів та кілька західноєвропейських п'єс, перекладених українською Іваном Захарком. На основі цього гуртка у 1907 році виник перший український професійний театр на Буковині під назвою Буковинський народний театр, який розпочав свою творчу діяльність виставою «Не судилось» Михайла Старицького. Захарко був його директором. Він одержав концесію на театр від австрійського уряду після довгих заходів, розпочатих 1905 року.
Зіграв у театрі такі ролі: Стецько («Сватання на Гончарівці» Квітки-Основ'яненка), Іван, Маюфес («Безталанна», «Сто тисяч» Карпенка-Карого), Морган («Довбуш» Федьковича).
Був режисером вистав «Наталка Полтавка» Котляревського, «За двома зайцями» Старицького, «Чумаки» Карпенка-Карого, «Верховинці» Коженьовського, «Честь» Зудермана.
У друкарні, яку утримував у Чернівцях, видавав твори української художньої літератури, науково-популярні книжки і брошури.
Написав спогади про своє театральне життя.